# Vestlandet
Vestlandet er den vestlige landsdel i Syd-Norge. Man regner almindeligvis med, at Vestlandet omfatter fylkerne Møre og Romsdal, Vestland og Rogaland.
I alt bor der omkring 1,2 millioner mennesker. Den største by er Bergen og næststørst Stavanger.
Vestlandet er et af de områder i Europa, hvor der falder mest regn. I fjeldene falder omkring 3.500 mm pr. år i gennemsnit og op til 5.000 mm i de mest nedbørrige år. I Bergen falder der gennemsnitligt cirka 2.250 mm om året. Det fugtige klima skyldes Golfstrømmen, som også giver mildere vintre end i andre dele af Norge, og i kystområderne er regn mere almindelig end sne.

## Byer i det vestlige Norge
Vestlandet har 22 byer. Rangeret efter befolkningsstørrelse:
- Bergen
- Stavanger
- Sandnes
- Ålesund
- Haugesund
- Molde
- Kristiansund
- Stord
- Egersund
- Førde
- Bryne
- Florø
- Åkrehamn
- Kopervik
- Jørpeland
- Odda
- Ulsteinvik
- Sauda
- Fosnavåg
- Skudeneshavn
- Måløy
- Åndalsnes

60°53′16″N 6°43′25″Ø / 60.887777777778°N 6.7236111111111°Ø